# Skladište streljiva Cobasna
Skladište streljiva Cobasna, formalno 1411. skladište topničkog streljiva (rum. Depozitul de muniții de artilerie nr. 1411; rus. 1411-й артиллерийский склад боеприпасов), veliko je skladište streljiva koje se nalazi u selu Cobasna. Pravno i međunarodno priznata kao dio Moldavije kao cjeline, nepriznata otcijepljena država Pridnjestrovlje kontrolira selo i skladište streljiva i uskratila je pristup međunarodnim promatračima, uz iznimku ruskih vojnih snage koje se nalaze u regiji još od završetka rata u Pridnjestrovlju 1992. Vanjski pristup skladištu streljiva je zapravo zabranjen. Detaljne podatke o količini i stanju uskladištenog oružja imaju samo ruske i pridnjestrovske vlasti.

## Povijest
Broj vojne jedinice skladišta streljiva je 72431. Prvobitnu direktivu za uspostavu skladišta izdao je Glavni stožer Crvene armije 28. srpnja 1941. godine. U skladu s ovom direktivom, 11. kolovoza iste godine osnovano je skladište u Kunguru, sada u Permskom kraju, Rusija. Počevši od 30. siječnja 1942., tijekom Drugog svjetskog rata, skladište je opskrbljivalo jedinice Crvene armije i formacije Volhovske fronte u Budogošču, Harkivu, Kropyvnyckyju, Kremenčuku, Moskvi, Orelu, Poltavi i Višnij Voločoku. Od srpnja 1945. do svibnja 1949. skladište se nalazilo u Voznesensku, sada u Odeškoj oblasti, u Ukrajini. Od svibnja 1949. nalazi se na sadašnjoj lokaciji u Cobasni. Do siječnja 1992. skladište streljiva bilo je podređeno vojnom okrugu Odesa, od tada do travnja 1995. dio 14. gardijske armije i od tada dio Operativne skupine ruskih snaga.
Skladište streljiva Cobasna naziva se jednim od najvećih ako ne i najvećim skladištem streljiva u istočnoj Europi i sadrži do 20 000 tona oružja iz sovjetske ere iz 14. gardijske armije SSSR-a i također iz bivše države Čehoslovačke i Istočne Njemačke. Trenutno ga čuva oko 1500 ruskih vojnika. Još od napada Rusije na Ukrajinu, u Moldaviji raste zabrinutost zbog skladišta streljiva Cobasna, a neki vjeruju da bi se oružje koje se tamo nalazi moglo koristiti u potencijalnom budućem vojnom sukobu. Osim toga, Akademija znanosti Moldavije utvrdila je da bi eksplozija oružja koje se nalazi u skladištu streljiva, kojem je davno istekao rok trajanja, bila ekvivalentna atomskom bombardiranju Hirošime i Nagasakija.
Bilo je nekoliko pokušaja i poziva da se povuče i oružje iz skladišta streljiva Cobasna i ruski vojnici iz Pridnjestrovlja. Tijekom skupa u Istanbulu 1999. Rusija je obećala potpuno povući svoje oružje i vojnike. Postignut je određeni napredak, ali nakon zahtjeva pridnjestrovskih vlasti u kojima se od Rusije tražilo da zadrži svoju vojsku, proces je zaustavljen 2003. Iste godine predložen je Kozakov memorandum. Cilj joj je bio riješiti sukob u Pridnjestrovlju ponovnom integracijom Pridnjestrovlja u Moldaviju s pravom veta uz zadržavanje povećanog ruskog vojnog kontingenta stacioniranog u Pridnjestrovlju još petnaest godina. U posljednjem ga je trenutku odbio predsjednik Moldavije Vladimir Voronin, navodno nakon prosvjeda Organizacije za europsku sigurnost i suradnju (OESS), Europske unije i Sjedinjenih Država. Tako Rusija do danas održava svoju vojnu prisutnost u Pridnjestrovlju i u skladištu streljiva, pri čemu je Rusija optužena da koristi potonje kao metodu geopolitičke ucjene protiv Moldavije.
Moldavija i dalje inzistira na potrebi evakuacije oružja iz Cobasne, uz nedavne službene izjave koje dolaze od trenutne predsjednice Moldavije Maie Sandu. Sandu se 11. kolovoza 2021. sastala s tadašnjim zamjenikom načelnika stožera ruskog predsjedničkog izvršnog ureda Dmitrijem Kozakom i razgovarao o nekoliko važnih pitanja u bilateralnim odnosima dviju zemalja, uključujući sukob u Pridnjestrovlju i situaciju u skladištu streljiva Cobasna. Što se tiče potonjeg, Kozak je pokazao spremnost na suradnju s Moldavijom kako bi se uništilo oružje u skladištu i izjavio da je to u interesu Rusije. Podršku inicijativi izrazio je i tadašnji predsjednik Pridnjestrovlja Vadim Krasnoselski.
Dana 27. travnja 2022., Ministarstvo unutarnjih poslova Pridnjestrovlja izvijestilo je da su dronovi letjeli iznad Cobasne i da je pucano na selo. Ministarstvo je tvrdilo da su dronovi došli iz Ukrajine. Nedavno se u to vrijeme dogodilo nekoliko napada u Pridnjestrovlju. Dogodile su se tijekom ruske invazije na Ukrajinu, a možda su bile operacije pod lažnom zastavom Rusije ili samog Pridnjestrovlja.